# 조간대
조간대(潮間帶)는 해안에서 해수면이 가장 높아졌을 때(만조, 밀물)의 해면과 육지의 경계선인 '만조선'과, 해수면이 가장 낮아졌을 때(간조,썰물)의 경계선인 ‘간조선’ 사이의 부분을 말한다. 조간대는 간조(썰물)때에 대기에 노출되는 해양과 육지의 접점에 있는 생태계로, 바다와 육지 양쪽의 영향 더운 날씨에는 조수가 드나드는 간석지에 생기는 조수 웅덩이 속의 수온은 30℃ 이상에 달하고, 또 비가 내리면 거의 담수(민물)에 가까워진다. 또 조간대는 해양 생태계중에서 여러 가지 생물종이 가장 풍부하고 밀도가 높은 곳이다.

## 같이 보기
- 간석지

## 참고 자료
- 이 문서에는 다음커뮤니케이션(현 카카오)에서 GFDL 또는 CC-SA 라이선스로 배포한 글로벌 세계대백과사전의 내용을 기초로 작성된 글이 포함되어 있습니다.